# Korg M1
De Korg M1 is een digitale synthesizer/music workstation, uitgebracht door Korg in 1988. De M1 bevat een sequencer met een brede keuze uit klanken, zodat hier muzikale producties mee gemaakt konden worden. De M1 was populairder dan zijn tijdgenoten, de Yamaha DX7 en Roland D-50, en werd daarmee de best verkopende digitale synthesizer eind jaren 1980.
Gedurende de zes jaar durende productieperiode zijn er volgens Korg ongeveer 250.000 exemplaren van de M1 verkocht. De M1 synthesizer was zelfs zo populair dat Korg deze bleef produceren tot eind 1995. De opvolger uit de T-serie synthesizers was op dat moment al uit productie genomen.

## Klanken
Het grote succes van de M1 wordt veelal toegeschreven aan de kwaliteit van de klanken. In plaats van de klassieke analoge subtractieve synthese, waar de golfvormen worden opgewerkt door oscillators, gebruikt de M1 digitale samples van akoestische instrumenten en klassieke synthesizers uit het verleden. Hier wordt de subtractieve synthese op toegepast, zoals laagfrequente doorlaatfilters, omhullendegenerators en digitale effecten. De mogelijkheid om op eenvoudige wijze acht verschillende klanken te stapelen of te verdelen over het klavier, en via parameters de klank direct te kunnen beïnvloeden, maakte van de M1 een geavanceerde synthesizer.
Het interne klankgeheugen van 4 MB was in 1988 enorm te noemen, toen een standaard pc nog met 640 kB werd uitgerust. Enkele bekende klanken die populair waren in de housemuziek van de jaren 1990 zijn "Piano16" en "Organ2". Veel klanken van de M1 worden vandaag de dag nog gebruikt in muziekproducties.
Het stapelen van klanken tot maximaal 8 lagen werd een 'Combi' genoemd. Hiermee konden complexe klanken worden samengesteld en via het klavier of MIDI afgespeeld.

## Familie
Deze tabel geeft een overzicht van alle modellen uit de M1 familie. De M1ex en M1Rex waren zowel compleet af fabriek te koop, en als upgradepakket voor de standaard M1 en de M1R.
| Model | Jaar | ROM grootte | Toetsen | Samples | Drumgeluiden | Polyfonie           | Midi (IN/OUT/TRU) | Sample RAM | Display       | Disketteloopwerk | Sequencer    |
| ----- | ---- | ----------- | ------- | ------- | ------------ | ------------------- | ----------------- | ---------- | ------------- | ---------------- | ------------ |
| M1    | 1988 | 4 MB        | 61      | 100     | 44           | 16 enkel / 8 dubbel | 1/1/1             | -          | 2×40 tekens   | -                | 7700 noten   |
| M1R   | 1988 | 4 MB        | module  | 100     | 44           | 16 enkel / 8 dubbel | 1/1/1             | -          | 2×40 tekens   | -                | 7700 noten   |
| M1ex  | 1989 | 8 MB        | 61      | 190     | 85           | 16 enkel / 8 dubbel | 1/1/1             | -          | 2×40 tekens   | -                | 7700 noten   |
| M1Rex | 1989 | 8 MB        | module  | 190     | 85           | 16 enkel / 8 dubbel | 1/1/1             | -          | 2×40 tekens   | -                | 7700 noten   |
| M3R   | 1989 | 3 MB        | module  | 90      | 45           | 16 enkel            | 1/1/1             | -          | 2×16 tekens   | -                | -            |
| T1    | 1989 | 8 MB        | 88      | 190     | 85           | 16 enkel / 8 dubbel | 1/4/1             | 1 MB       | 240×64 pixels | 3,5" HD 1,6 MB   | 50.000 noten |
| T2    | 1989 | 8 MB        | 76      | 190     | 85           | 16 enkel / 8 dubbel | 1/4/1             | -          | 240×64 pixels | 3,5" HD 1,6 MB   | 50.000 noten |
| T2ex  | 1989 | 8 MB        | 76      | 190     | 85           | 16 enkel / 8 dubbel | 1/4/1             | 1 MB       | 240×64 pixels | 3,5" HD 1,6 MB   | 50.000 noten |
| T3    | 1989 | 8 MB        | 61      | 190     | 85           | 16 enkel / 8 dubbel | 1/4/1             | -          | 240×64 pixels | 3,5" HD 1,6 MB   | 50.000 noten |
| T3ex  | 1989 | 8 MB        | 61      | 190     | 85           | 16 enkel / 8 dubbel | 1/4/1             | 1 MB       | 240×64 pixels | 3,5" HD 1,6 MB   | 50.000 noten |

## iM1-softwaresynthesizer
De M1 kwam in mei van 2015 uit als een softwaresynthesizer voor de iPad, genaamd iM1, met alle standaard klanken uit het origineel. De soft-synth kan op dezelfde manier worden geprogrammeerd zoals de originele M1, voegt zelfs nieuwe typen resonantiefilters toe en de polyfonie is niet langer beperkt tot 16. De app kan worden aangevuld met alle uitbreidingskaarten die ooit zijn geproduceerd voor de M1. In totaal zijn er dan 3.300 klanken aanwezig.

## Bekende gebruikers
Artiesten die de Korg M1 hebben gebruikt zijn onder andere
| - Robin S (in de hit "Show Me Love") - 808 State - Aerosmith - Babylon Zoo (in de hit "Spaceman") - Bomb The Bass - The Cranberries - The Cure - Depeche Mode - Thomas Dolby - Dream Theater - Enigma - Jan Hammer - Bruce Hornsby | - Ken Ishii - Bon Iver - Jean-Michel Jarre - Quincy Jones (album Back on the Block) - Kitaro - The KLF - Jon Lord - Madonna - Robert Miles - Gary Numan - Mike Oldfield - The Orb - Orchestral Manoeuvres in the Dark | - Pet Shop Boys - Queen (album Innuendo) - Snap! (piano in de hit "Rhythm Is a Dancer") - Vangelis - Rick Wakeman - Jonathan Wolff (de bekende "SlapBass" voor het Seinfeld intro) - Joe Zawinul - Sandra - Koto - Wolfsheim - East 17 - Take That - Nightcrawlers |